# Route nationale 385
Die Route nationale 385, kurz N 385 oder RN 385 war von 1933 bis 1973 eine französische Nationalstraße, die von Pontfaverger-Moronvilliers zur belgischen Grenze bei Brûly führte. Ihre Länge betrug 69,5 Kilometer. Nach ihrer Herabstufung wurde ihre Nummer für einen noch nicht zur Autobahn ausgebauten Abschnitt der A86 vergeben. In Zukunft soll der Abschnitt zur Autobahn ausgebaut und entsprechend umgenummert werden.

## Streckenverlauf
| Position | höchste zulässige Gesamtgeschwindigkeit | Fahrbahnen | km   | Typ                 | Abschnitt | Längengrad | Breitengrad |
| -------- | --------------------------------------- | ---------- | ---- | ------------------- | --------- | ---------- | ----------- |
| 1        | 90                                      | 3          | 54.5 | Beginn der Autobahn | A86       | 48.7609    | 2.2949      |
| 2        | 90                                      | 3          |      | Teil-Anschlußstelle |           | 48.7596    | 2.2706      |
| 3        | 90                                      | 2          |      | Normaler Abschnitt  |           | 48.7617    | 2.2495      |
| 4        | 90                                      | 2          | 60   | Ende der Autobahn   | A86       | 48.7730    | 2.2423      |